# Сирмионе
Сирмио́не, или Сирмьоне (итал. Sirmione) — коммуна в итальянской области Ломбардия, в провинции Брешиа. 
Население коммуны, на 01.01.2025 года, составляет 8367 человек, плотность населения ─ 318,26 чел./км². 
Расположена на южном берегу озера Гарда, на полуострове длиной около 4 километров. В настоящее время коммуна значительно разрослась и объединилась с близлежащим населённым пунктом Коломбаре. 
Сирмионе знаменита своими историческими памятниками и лечебными термальными водами. Для лечения используют воды источника Бойола, температура которых на выходе 69 градусов по Цельсию.
Покровительницей коммуны почитается Пресвятая Богородица (Дева Мария Снежная), празднование 5 августа.

## История
Уже во времена Римской республики здесь находился городок Sermio Mansio, имевший две гавани и укрепление, стоявшее на месте современного замка. Уже в то время здесь был курорт. Многие состоятельные жители Вероны (в том числе семья поэта Катулла) имели здесь виллы. В эпоху домината поселение было укреплено на случай нападения варваров, однако укрепления не спасли его от взятия лангобардами, которые, впрочем, жаловали это место своими милостями. Вдова короля Дезидерия, Анза, основала здесь монастырь, ныне исчезнувший. В эти годы западная гавань была засыпана и на её месте была создана сохранившаяся доныне площадь, в настоящее время посвященная поэту Джозуэ Кардуччи.
В городе проживали многочисленные сторонники секты патаренов, сторонников Клюнийской реформы, которые отрицали главенство Римского папы над церковью и выступали против богатства и власти церкви и монастырей.
Многие жители города были убиты во время резни, учинённой веронским властителем Мастино I делла Скала в 1276 году.
В XIII веке городом владели веронские Скалигеры, с именем которых связано строительство замка, стоящего у входа в старинный центр Сирмионе. С 1405 по 1797 год Сирмионе находился во власти Венецианской республики, которая использовала замок для размещения венецианского гарнизона.
В 1889 году были вновь открыты лечебные свойства термальных вод Сирмионе, и это послужило началом развития туризма. В настоящее время туризм является основой экономики города .
В 1920 году в Сирмионе произошла встреча Джеймса Джойса и Эзры Паунда. В старом городе расположена Вилла Каллас — загородный дом оперной певицы Марии Каллас.

## Достопримечательности
Целебный источник Бойола (Fonte Boiola). Воды этого источника содержат примеси серы, брома и йода и применяются для лечения оториноларингологических заболеваний, ревматизма, заболеваний кожи и лёгких. Сам источник находится на дне озера, на глубине 19 м, и уже в римское время его воды подавались на поверхность через трубы из свинца.
«Гроты Катулла» — комплекс развалин римской виллы, где предположительно жила семья поэта Гая Валерия Катулла.  Название «Гроты Катулла» возникло в XV веке, поскольку в те годы ещё не раскопанные развалины были похожи на пещеры. Имя Катулла было предложено в связи с тем, что в одном из своих стихотворений поэт воспевал Сирмионе. Тем не менее, нет точных доказательств того, что Катулл проживал именно в этой, а не в какой-либо другой вилле на полуострове. 

Археологический парк считается одним из крупнейших из сохранившихся свидетельств времён Древнего Рима на территории Северной Италии. Здание было построено между 30 г. до н.э. и 68 г. н.э. на дальней оконечности полуострова Сирмионе. Археологический парк, окружающий развалины, занимает около двух гектаров. План виллы  представляет собой прямоугольник 167 м длиной и 105 м шириной с двумя выступающими элементами на короткой стороне и с открытым внутренним двором в центре. В настоящее время на месте двора растет маслиновая роща. Лучше всего здесь сохранились подвальные помещения, в то время как от двух верхних этажей, служивших для размещения хозяев, не осталось ничего. В северной части здания сохранились остатки террасы, позволявшей любоваться просторами озера.
Замок Скалигеров на берегу озера (XIII век), некогда служивший военным портом веронской флотилии. Стены замка построены из естественного камня и кирпичей, изготовленных и обожжённых на месте. Раньше вход в замок осуществлялся через подъёмный мост, сохранившийся до настоящего времени. Теперь вход и въезд в город осуществляются через постоянный мост, переброшенный через протоку, отделяющую старый город от его районов на мысу. Боковые башни замка соединены между собой переходами с лестницами. Центральная башня Мастио высотой 47 м используется в настоящее время как обзорная. Пристроенная к замку и полностью окружённая стенами гавань представляет собой уникальное для Европы сооружение.
|              |  |                    |  |                |  |                      |
| Бюст Катулла |  | Вид на озеро Гарда |  | Подъёмный мост |  | Ул. имени Дезидериев |

- Церковь Сан-Пьетро-ин-Мавино — построена лангобардами, перестроена в XIV в., украшена фресками XII—XVI вв. и романской колокольней XI в.
- Церковь Санта-Мария-Маджоре (ок. 1400 г.) с комплексом фресок XV в.